# Russian Hill (San Francisco)

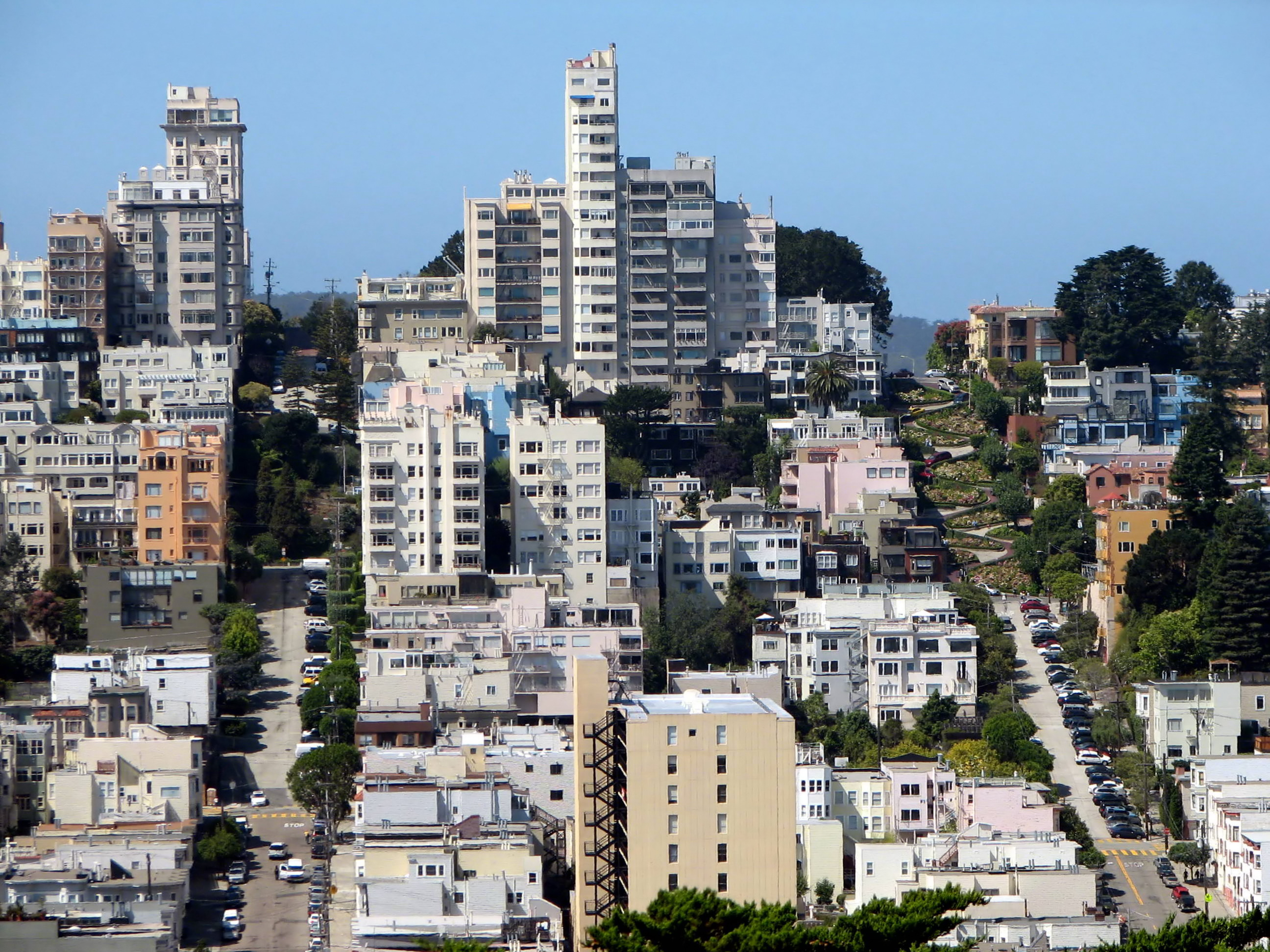
Imagen del barrio de Russian Hill.

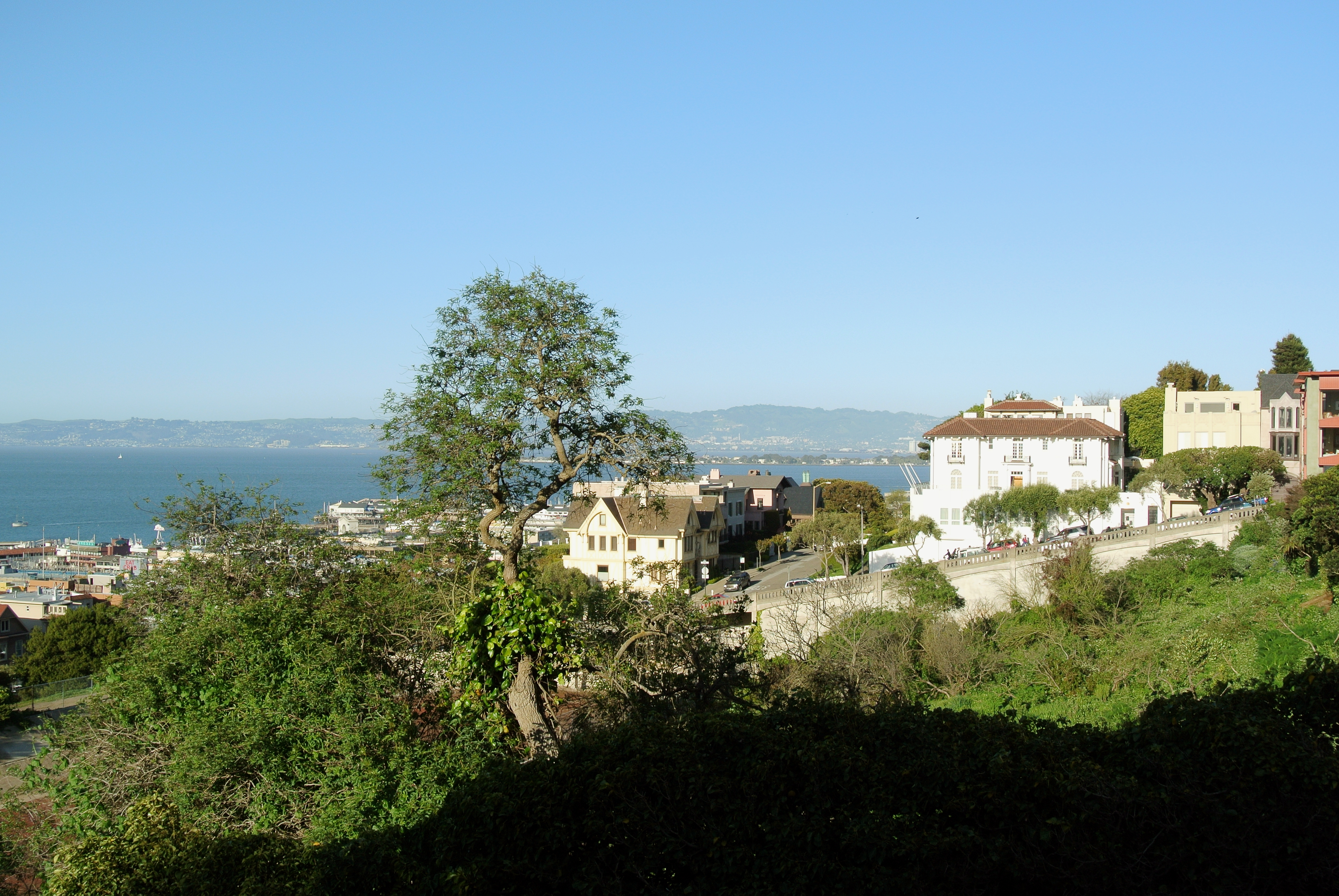
Vista desde Russian Hill hacia el este

Russian Hill es un barrio de San Francisco, California, en los Estados Unidos. Es una de las 44 colinas de San Francisco y una de las originales "Siete Colinas".

## Localización
Russian Hill se encuentra al norte (y ligeramente en pendiente) del acomodado barrio de Nob Hill, al sur (cuesta arriba) de Fisherman's Wharf, y al oeste del barrio de North Beach. La colina está bordeada en su lado oeste por los barrios de Pacific Heights, Cow Hollow, y Marina District.
En descenso hacia el norte se encuentra Ghirardelli Square, que se asienta en el astillero de la Bahía de San Francisco, en el Parque Acuático y Fisherman's Wharf, una zona turística muy popular. A la vuelta de Lombard Street y a través de Columbus Avenue al este se sitúa el barrio de North Beach. Descendiendo la colina al oeste, pasado Van Ness Avenue, están los distritos de Cow Hollow y Marina.

## Historia
El nombre del barrio se remonta a la época de la fiebre del oro, cuando los colonos descubrieron un pequeño cementerio ruso en la cima de la colina. Los buques navales y mercantes rusos visitaron con frecuencia San Francisco a lo largo del siglo XIX a partir de 1806, y hay varias menciones de entierros de miembros de la tripulación en el cementerio de la colina rusa en la primera mitad del siglo. El cementerio fue finalmente eliminado, pero el nombre se mantiene hasta el día de hoy. Aunque la Catedral de la Santísima Trinidad, la iglesia ortodoxa rusa más antigua de San Francisco, se encuentra a pocas cuadras de Van Ness y Green Street, no hay presencia rusa significativa en la zona, ya que la comunidad rusa se encuentra principalmente en el distrito de Richmond.

## Características

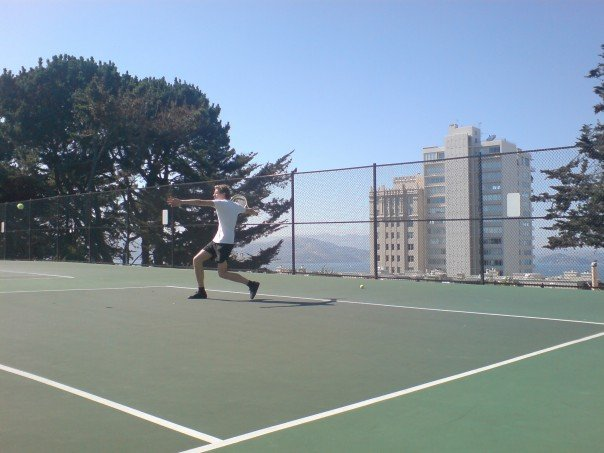
DJ Måns Sjöstrand de Dogs from Redding juega tenis en las canchas de Alice Marble Tennis.

El barrio es el más famoso para la calle de Lombard, la sección unidireccional en la colina rusa entre las calles de Hyde y de Leavenworth, en la cual la carretera tiene ocho vueltas agudas (o los switchbacks) que han ganado la calle la distinción de ser "el crookedest Calle en el mundo ". El diseño del switchbacks, sugerido por primera vez por el dueño de propiedad Carl Henry y se instituyó en 1922, nació fuera de la necesidad para reducir el grado natural del 27% de la colina, que era demasiado empinado para la mayoría de los vehículos escalar. Como es una de las atracciones turísticas más famosas de la ciudad, esta sección del barrio está frecuentemente llena de turistas. Los turistas también frecuentan la línea famosa del teleférico a lo largo de la calle de Hyde, que está alineada con muchos restaurantes y tiendas.
Un pequeño parque en la cima de la colina en la calle Vallejo cuenta con una pequeña placa y monumento colocado por el Gobierno ruso que se dedica al cementerio ruso original que es el homónimo del barrio.
Otro parque lleva el nombre de Ina Coolbrith.
Las vistas desde la cima de la colina se extienden en varias direcciones alrededor del área de la bahía, incluyendo el puente de la bahía, el condado de Marin, el Golden Gate Bridge y Alcatraz. La colina rusa es casera al instituto del arte de San Francisco, situado en la calle del castaño entre las calles de Jones y de Leavenworth. Academia de Arte de la Universidad también mantiene una presencia en este barrio con su castaño St. edificio de acogida de sus estudios de bellas artes MFA, aulas de fotos, y estudios fotográficos.
Debido a la pendiente de la colina, muchas calles, porciones de Vallejo y calles verdes, por ejemplo, son escaleras. Otra característica famosa de la colina rusa son los muchos carriles sólo para peatones, como Macondray Lane y Fallon Place, ambos con hermosos paisajes y vistas impresionantes.

## Alice Canchas de tenis de mármol
Las canchas de tenis de mármol de Alicia son cuatro pistas de tenis de pista dura ubicadas en las calles Lombard y Hyde. Las cortes ofrecen una vista de la bahía y de la playa del norte y pueden ser inadecuadas para el tenis en días ventosos. Una cancha de baloncesto se encuentra junto a las canchas de tenis. Los tranvías de San Francisco que sirven la línea de Powell-Hyde paran cerca.